# Spanakopita
Lo spanakopita o spanakopitta (da σπανάκι 'spinaci' + πίτα 'torta') è una torta salata tradizionale della cucina greca.

## Caratteristiche
Si tratta di una torta con un ripieno di spinaci, feta (solitamente), cipolle novelle, uova e condimenti (che spesso includono aneto). Il ripieno viene avvolto in strati di pasta fillo con burro e/o olio d'oliva in una padella grande da cui si tagliano le porzioni individuali oppure arrotolati in singole porzioni triangolari (vedi burek). Al termine della cottura assume una colorazione dorata.
In Grecia è per lo più mangiato come spuntino e costituisce un'alternativa alla tiropita.
Nei ristoranti può venire servito con tzatziki e insalata greca. È divenuto un piatto popolare nei ristoranti greci di tutto il mondo e viene servito come pasto leggero o come antipasto.